# Bahnhof Assen
Der Bahnhof Assen ist ein Durchgangsbahnhof in der Gemeinde Assen in der niederländischen Provinz Drenthe. Mit täglich 7548 Reisenden ist er der meistfrequentierte Bahnhof der Provinz Drenthe. Am Bahnhof halten sowohl Fernverkehrs- als auch Regionalzüge der Eisenbahngesellschaft Nederlandse Spoorwegen.

## Geschichte
Der Bau des ersten Bahnhofsgebäudes in Assen begann im Jahre 1868. Nachdem die Arbeiten abgeschlossen worden waren, fand die Eröffnung des Bahnhofes am 1. Mai 1870 statt. Am selben Tag erfolgte die Eröffnung der Bahnstrecke Meppel–Groningen, die als eine der neun Staatslijnen von dem niederländischen Staat angelegt worden war. Der Entwurf des Bahnhofsgebäudes stammt von Karel Hendrik van Brederode, einem Architekten des damaligen Eisenbahnunternehmens Maatschappij tot Exploitatie van Staatsspoorwegen, und wurde nach dem Bahnhofstypen SS Hoogezand, einer erneuerten Version der dritten Standardklasse, errichtet. Das Bauwerk umfasste einen Risalit in der Gebäudemitte mit abgeschrägten Ecken sowie niedrigere Seitenflügel. Ab dem 15. Juni 1905 war der Bahnhof Assen an die Bahnstrecke Gasselternijveen–Assen angeschlossen und bildete dessen Endbahnhof. Fortan war Assen über diese Strecke mit Stadskanaal, Emmen und Zwolle verbunden. Am 4. Mai 1947 wurde der Personenverkehr auf der Bahnstrecke Gasselternijveen–Assen von den Nederlandse Spoorwegen eingestellt, da nach dem Ende des Zweiten Weltkrieges ein Mangel an Zügen herrschte. Die zur Verfügung stehenden Fahrzeuge wurden überwiegend auf den primären Bahnstrecken eingesetzt, wodurch sekundäre Strecken im Nachteil waren. Auf dem Abschnitt verkehrten ab dem 15. Dezember 1950 Busse.

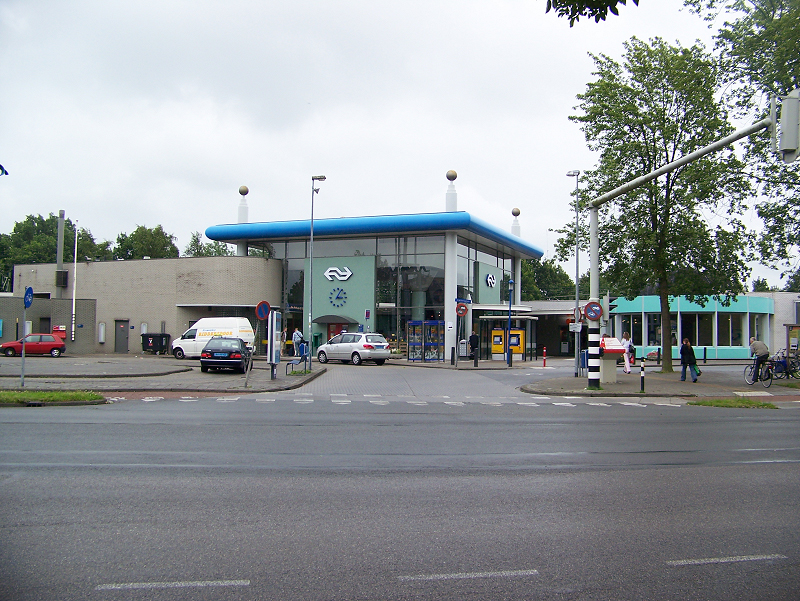
Bahnhofsgebäude aus dem Jahr 1988

Im April 1988 begann der Neubau des Bahnhofsgebäudes nach einem Entwurf des Architekten Rob Steenhuis. Am 6. Juni 1989 konnte das neue Bahnhofsgebäude offiziell in Betrieb genommen werden. Der markante Bau war in der Bevölkerung umstritten und erhielt den Spitznamen Moskee (deutsch „Moschee“). Er war aus mehreren Bestandteilen, einem Fahrradstellplatz, dem Eingangsbereich, einem Restaurant und einem Kundencenter für Busfahrgäste, zusammengesetzt, dessen Mittelpunkt die würfelförmige, gläserne Bahnhofshalle bildete. An allen Ecken befanden sich stählerne Pfeiler, die durch eine goldene Kugel abgerundet wurden. Zudem hatten die Kanten des blaufarbigen Daches eine rundliche Form.

### FlorijnAs
Im Rahmen des städtebaulichen Projektes FlorijnAs wird das Bahnhofsgebiet in Assen seit 2017 vollständig erneuert. Das Entwicklungsprogramm sieht eine Verbesserung der Infrastruktur vor, die als notwendig angesehen wird, damit die Stadt ihre wirtschaftliche Bedeutung erhält. Somit soll bis 2020 die Bahnhofsumgebung, die Autoverbindung und der Verkehrsfluss in der Stadt modernisiert werden. Anschließend sollen neue Wohnungen gebaut, grüne Plätze entwickelt und veraltete Plätze instand gesetzt werden. Bereits im März 2016 wurde das Bahnhofsgebäude abgerissen. Im nachfolgenden Monat startete der Bau des 170 meterlangen Overcingeltunnel. Die Tochtergesellschaft des Bauunternehmens Koninklijke BAM Groep, BAM Infra, führte die Bauarbeiten an dem neuen Straßentunnel durch. Ab September gleichen Jahres wurde ein neues Bahnhofsgebäude errichtet. Für den Entwurf waren die Architekturbüros De Zwarte Hond und Powerhouse Company verantwortlich. Im Jahr 2017 wurde ein neuer Tunnel unterhalb des Bahnsteigbereiches angelegt. Außerdem fanden Bauarbeiten im Gleisbereich statt. Hierbei wurden die Gleise 4 und 5 entfernt, die nicht mehr gebraucht worden waren, während alte Weichen ersetzt wurden. Darüber hinaus wurde an Gleis 1 ein für den Intercity-Verkehr konzipierter Bahnsteig erbaut und der Inselbahnsteig an den Gleisen 2 und 3 erweitert sowie mit breiteren Treppen und einem neuen Aufzug ausgestattet. Unterdessen wurde auch ein neuer Eingang an der Ostseite des Bahnhofes und eine unterirdische Fahrradstation für rund 2500 Fahrräder errichtet. Des Weiteren wurde der Vredeveldsetunnel für Radfahrer im Norden des Bahnhofes mit neuem Asphalt sowie neuem Geländer eingerichtet und die Steigung gesenkt. Zudem wurde der Busbahnhof um einige Meter verlegt und neu gestaltet. Das Bahnhofsgebäude mit seiner auffälligen, dreieckigen Dachkonstruktion und dem Fußgängertunnel wurde am 14. Mai 2018 im Beisein von Harmke Vlieg, einem Beigeordneten der Gemeinde Assen, Joost van der Bijl, einem Regionaldirektor der Nederlandse Spoorwegen, sowie Jan Mulder, einem Regionaldirektor von ProRail, eröffnet. Am 9. Juni 2018 erfolgte die Inbetriebnahme des Overcingeltunnel für den Straßenverkehr, sodass dieser seither unterhalb des Bahnhofes geleitet wird. Dadurch entsteht auf dem Bahnhofsvorplatz eine verkehrsberuhigte Situation, die vor allem Fußgängern und Radfahrern Platz bieten soll.[veraltet]

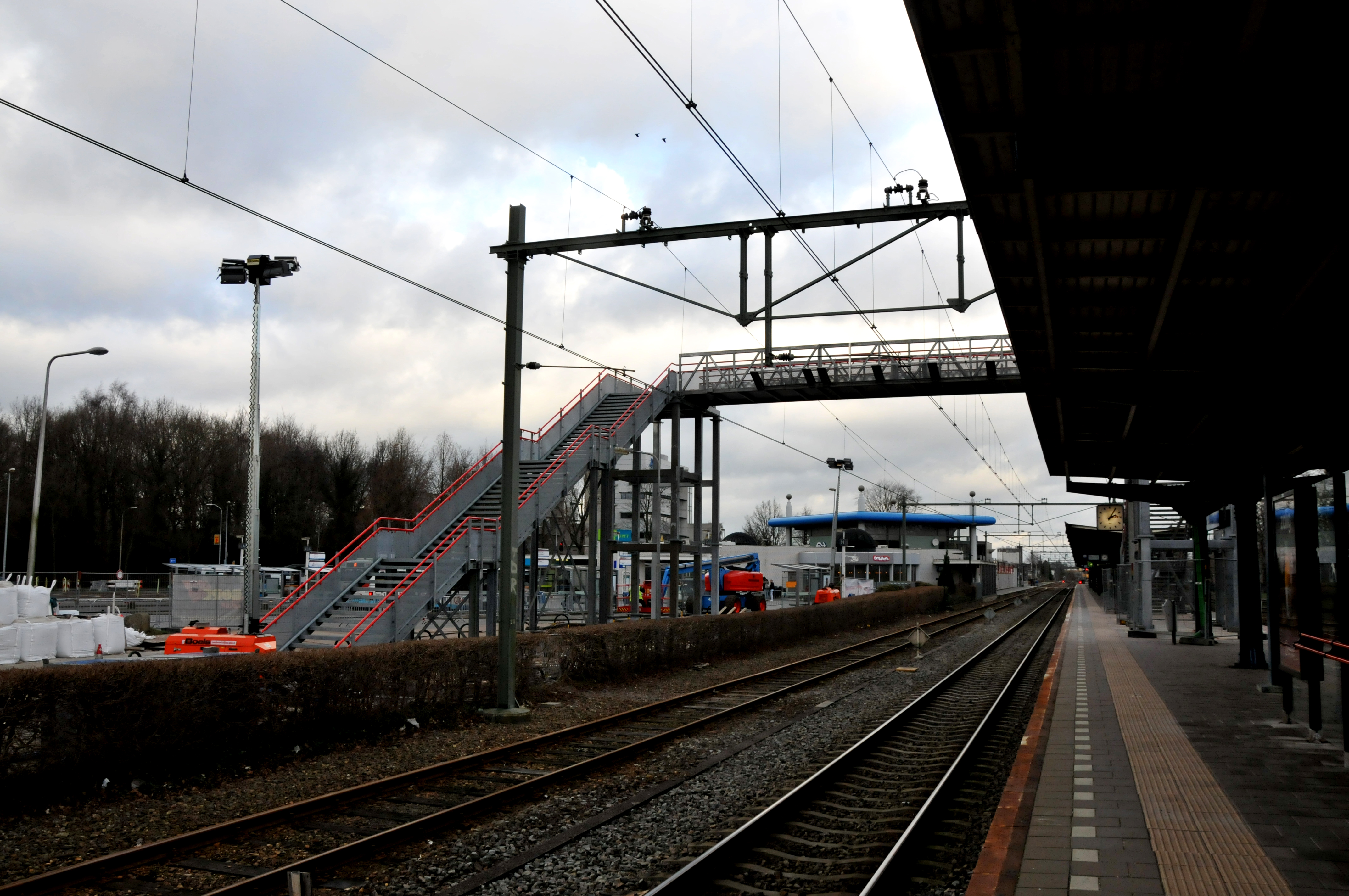
Die alte Fußgängerbrücke oberhalb der Gleise vor dem Umbau (2015)
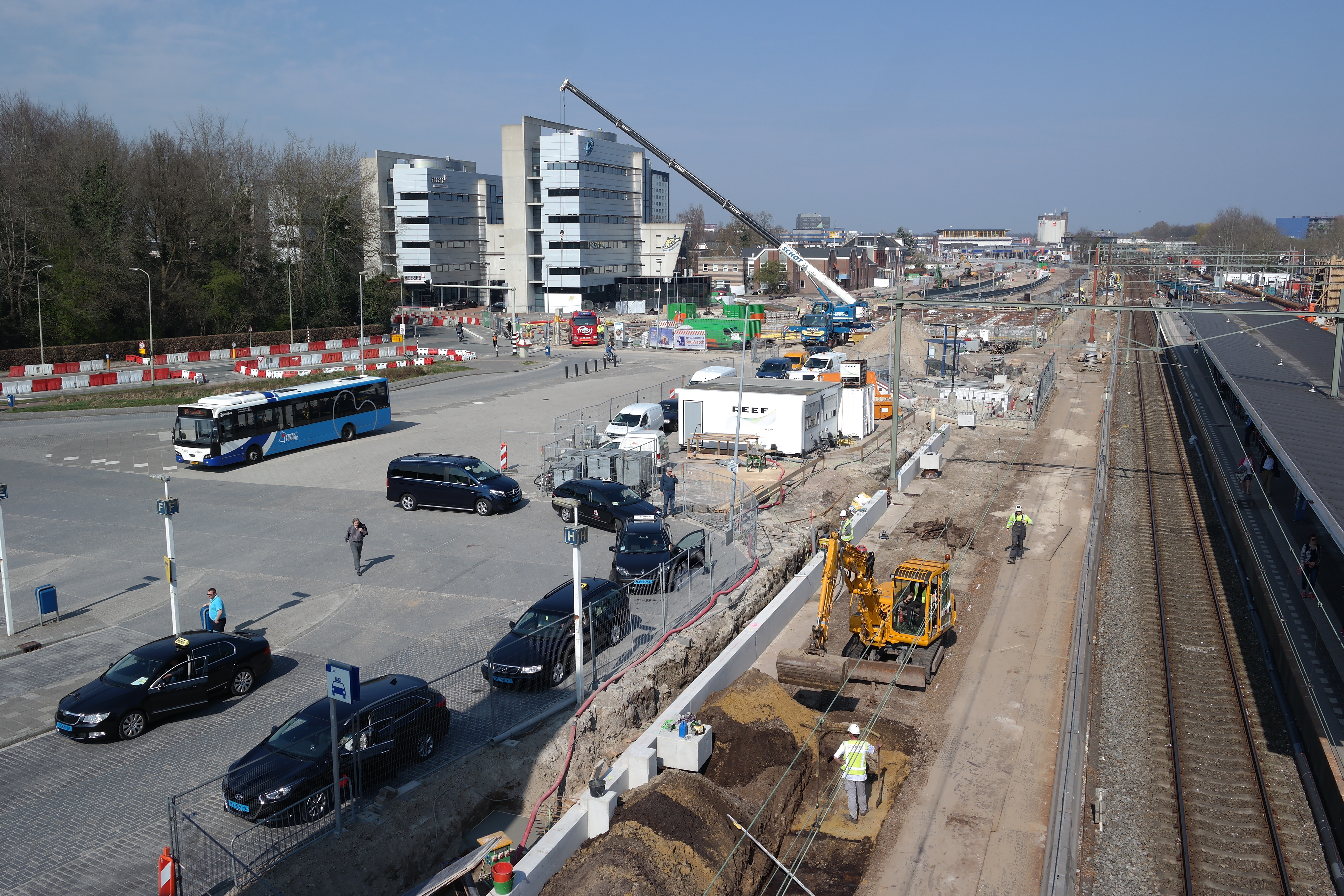
Bauarbeiten am Bahnhof (2017)
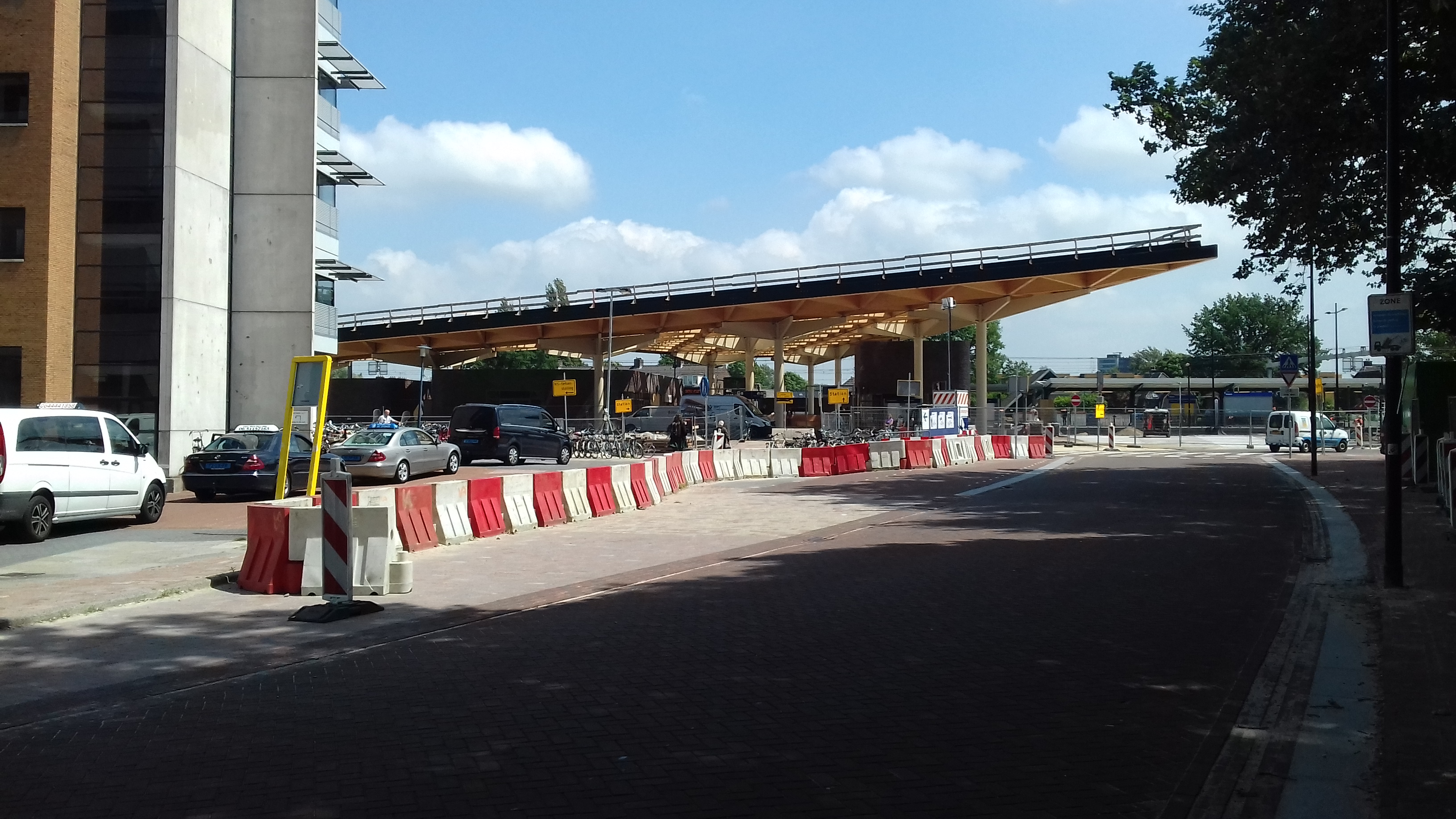
Das Bahnhofsgebäude im Bau (2018)
Der neue Fußgängertunnel unterhalb der Gleise (2019)

## Personenverkehr

Ein Sprinter-Zug beim Halt in Assen

Der Bahnhof Assen wird von Personenzügen der Zuggattungen Intercity und Sprinter bedient. Fernverkehrszüge verbinden Assen mit Groningen, Den Haag, Rotterdam und Utrecht. Im dortigen Intercity-Verkehr werden Triebwagen der Baureihen DDZ und ICM eingesetzt. Die Regionalzüge verkehren zwischen Groningen, Meppel und Zwolle. Als sogenannte „Sprinter“-Züge fahren seit dem 16. März 2019 zwischen Groningen und Zwolle die neuen Triebwagen der NS-Baureihe SNG im Probebetrieb. Seit dem 1. April 2019 bestreiten diese den regulären Dienst. Zuvor haben Züge der Baureihe ICM den Regionalverkehr betrieben, obwohl diese ursprünglich auf den Intercity-Verkehr ausgelegt sind.

## Güterverkehr
Auf der Bahnstrecke zwischen Meppel und Groningen fahren täglich Güterzüge mit Waren aus Onnen, Roodeschool und Veendam zum Rangierbahnhof Kijfhoek. Überdies passieren regelmäßig Güterzüge den Bahnhof Assen auf ihrem Weg von Zwolle über Onnen und Veendam nach Stadskanaal. Bis zur Stilllegung der Bahnstrecke Gasselternijveen–Assen auf dem Streckenabschnitt Gieten–Assen am 4. November 1968 wurde dieser von Güterzügen genutzt, deren Route von Zwolle über Assen nach Stadskanaal führte.

## Streckenverbindungen
Folgende Linien bedienen den Bahnhof Assen im Jahresfahrplan 2023:
| Zugtyp            | Linienverlauf | Frequenz                                                     |
| ----------------- | --- | ------------------------------------------------------------ |
| Intercity         | Rotterdam Centraal – Utrecht Centraal – Amersfoort Centraal – Zwolle – Assen – Groningen                               | stündlich                                                    |
| Intercity         | Den Haag Centraal – Schiphol Airport – Amsterdam Zuid – Almere Centrum – Lelystad Centrum – Zwolle – Assen – Groningen | stündlich                                                    |
| Intercity         | Groningen – Assen – Zwolle – Lelystad Centrum – Almere Centrum – Amsterdam Centraal                                    | freitag- und samstagnachts ein Zugpaar in Richtung Amsterdam |
| Sprinter          | Zwolle – Meppel – Assen – Groningen                                                                                    | halbstündlich                                                |
| Nachtzug (Arriva) | Groningen – Assen – Zwolle – Lelystad Centrum – Almere Centrum – Amsterdam Zuid – Schiphol Airport                     | freitagnachts ein Zugpaar                                    |

## Einrichtungen

Eingang des Stationshuiskamer am Bahnhof

Am Bahnhof Assen befinden sich sowohl eine mit Menschen besetzte Fahrradstation sowie eine Vielzahl an unbewachten Fahrradstellplätzen. Darüber hinaus können dort OV-fietsen geliehen werden. Ein Aufzug sowie Blindenleitsysteme sollen die Barrierefreiheit ermöglichen. Pendler können ihre Autos auf einem P+R-Parkplatz abstellen. In dem sogenannten Stationshuiskamer können Fahrgäste ihre Wartezeit auf Sitzgelegenheiten verbringen und Waren, die mit dem Grundangebot eines Kiosks zu vergleichen sind, erwerben. Diese sind mit Fahrgastinformationssystemen, Wi-Fi und Steckdosen zum Aufladen von Akkus ausgestattet. Bei der Eröffnung des neuen Bahnhofes in Assen im Jahr 2018 ist das Stationshuiskamer nach den Läden in Hoogeveen und Meppel das dritte seiner Art in der Provinz Drenthe gewesen.